# Hlynyzi
Hlynyzi (ukrainisch Глиниці; russisch Глиницы Glinizy, polnisch Gnojnice) ist ein Dorf in der ukrainischen Oblast Lwiw mit etwa 1300 Einwohnern (2001).

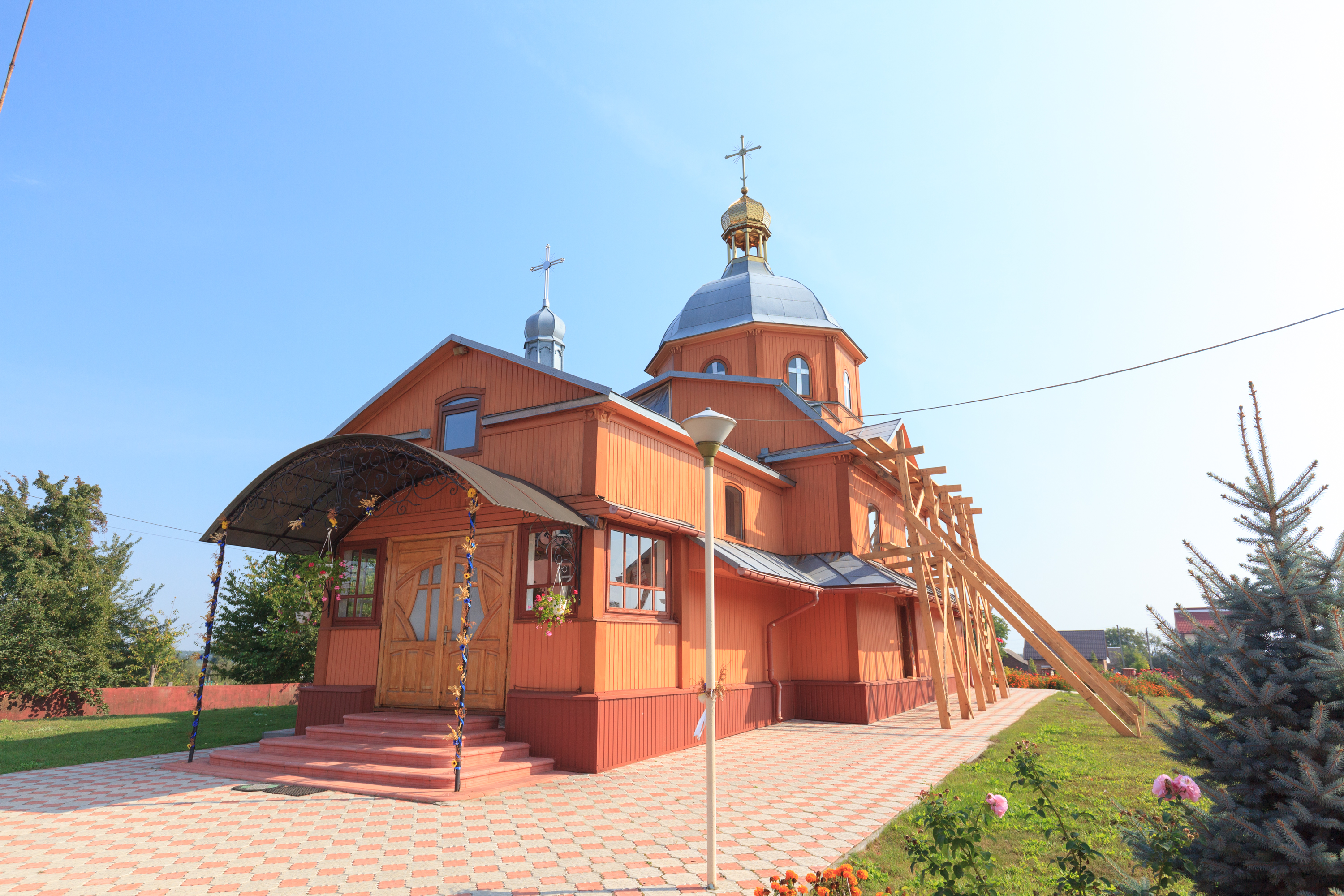
Geburtskirche der Jungfrau Maria

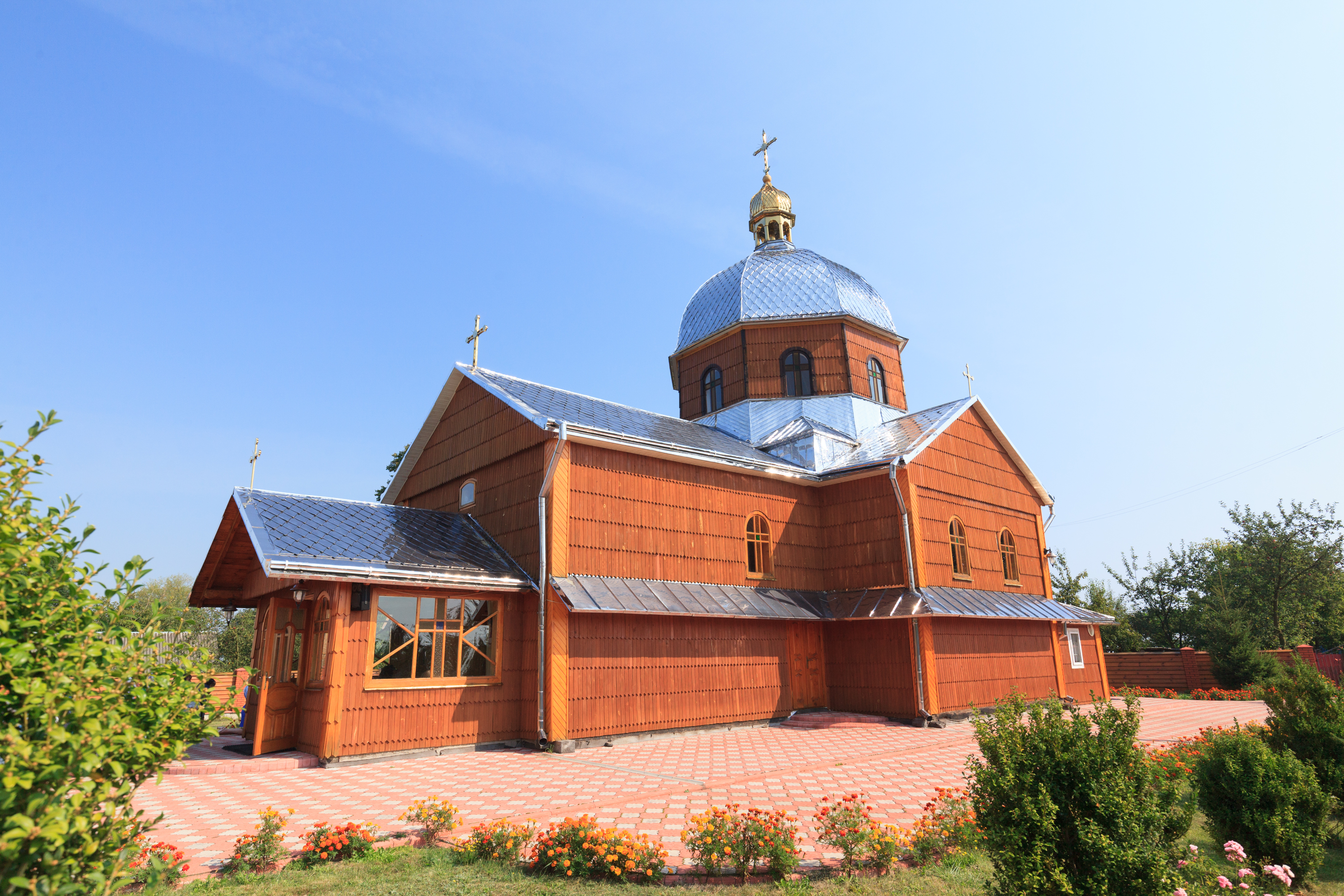
St.-Johannes-der-Täufer-Kirche

In Hlynyzi gibt es zwei denkmalgeschützte, restaurierte Holzkirchen: Die Geburtskirche der Jungfrau Maria aus dem Jahr 1842 und die Kirche der Empfängnis des hl. Johannes des Täufers aus dem Jahr 1821 Beide Kirchengebäude gehören zur ukrainisch-griechisch-katholischen Kirche.

## Geschichte
Das erstmals 1435 schriftlich erwähnte Dorf lag bis zur Ersten Teilung Polens im Przemyśler Land der Polnisch-litauischen Adelsrepublik in der Woiwodschaft Ruthenien. Von 1772 an bis 1918 lag das Dorf im österreichischen Kronlandes Galizien und Lodomerien (dort ab 1855 im Bezirk Jaworów) und kam nach dem Zusammenbruch der Habsburgermonarchie am Ende des Ersten Weltkrieges im November 1918 kurzzeitig zur Westukrainischen Volksrepublik und daran anschließend an die Woiwodschaft Lwów der Zweiten Polnischen Republik.
Nach der Besetzung Ostpolens durch die Sowjetunion Ende 1939 fiel das Dorf an die Ukrainische Sozialistische Sowjetrepublik innerhalb der Sowjetunion, bis es nach der deutschen Okkupation zwischen 1941 und 1944 dem Distrikt Galizien angegliedert wurde. Nach der Rückeroberung des Dorfes durch die Rote Armee kam es erneut zur Ukrainischen SSR, wo es bis zum Zerfall der Sowjetunion verblieb und schließlich 1991 Teil der nun unabhängigen Ukraine wurde.

## Geografische Lage
Am 12. Juni 2020 wurde das Dorf ein Teil neu gegründeten Stadtgemeinde Jaworiw im Rajon Jaworiw; bis war es ein Teil der Siedlungsratsgemeinde Krakowez (Краковецька селищна рада/Krakowezka selyschtschna rada) im Westen des Rajon Jaworiw.
Die Ortschaft liegt an der polnisch-ukrainischen Staatsgrenze 4 km südwestlich vom Gemeindezentrum Krakowez, 22 km westlich vom Rajonzentrum Jaworiw und 70 km westlich vom Oblastzentrum Lwiw.
Nördlich vom Dorf verläuft in 3 Kilometern Entfernung, vom Grenzübergang nach Polen an, die Fernstraße M 10/E 40.

## Söhne und Töchter der Ortschaft
- Apolinary Tarnawski (1851–1943); polnischer Arzt, Pionier der Natur- und Altenheilkunde in Polen, Bruder von Leonard Tarnawski
- Petro Franko (Петро Михайлович Франко, * 1934); ukrainischer Forscher, Schriftsteller, Ehrenvorsitzender der Allukrainischen Gesellschaft der politischen Gefangenen und Unterdrückten